# Banjica, Bijeljina
Banjica je naselje v občini Bijeljina, Bosna in Hercegovina. 

## Deli naselja
Banjica, Brđani, Potkućnica, Ravna Banjica in Tavna.

## Prebivalstvo
| Pregled števila prebivalcev po letih | Pregled števila prebivalcev po letih | Pregled števila prebivalcev po letih | Pregled števila prebivalcev po letih | Pregled števila prebivalcev po letih | Pregled števila prebivalcev po letih |
| ------------------------------------ | ------------------------------------ | ------------------------------------ | ------------------------------------ | ------------------------------------ | ------------------------------------ |
| 1948                                 | 1953                                 | 1961                                 | 1971                                 | 1981                                 | 1991                                 |
| -                                    | -                                    | -                                    | 543                                  | 519                                  | 406                                  |

| Narodna sestava prebivalstva po letih                                                                                      | Narodna sestava prebivalstva po letih                                                                                      | Narodna sestava prebivalstva po letih                                                                                      |
| --- | --- | --- |
| 1971 | 1981 | 1991 |
| . skupaj: 543 Srbi 542 (99,81 %) Hrvati 0 (0,00 %) Muslimani 0 (0,00 %) Jugoslovani 0 (0,00 %) drugi in neznano 1 (0,18 %) | . skupaj: 519 Srbi 506 (97,49 %) Muslimani 1 (0,19 %) Hrvati 0 (0,00 %) Jugoslovani 6 (1,15 %) drugi in neznano 6 (1,15 %) | . skupaj: 406 Srbi 400 (98,52 %) Hrvati 0 (0,00 %) Muslimani 0 (0,00 %) Jugoslovani 0 (0,00 %) drugi in neznano 6 (1,47 %) |